# Wasser- und Schifffahrtsdirektion West

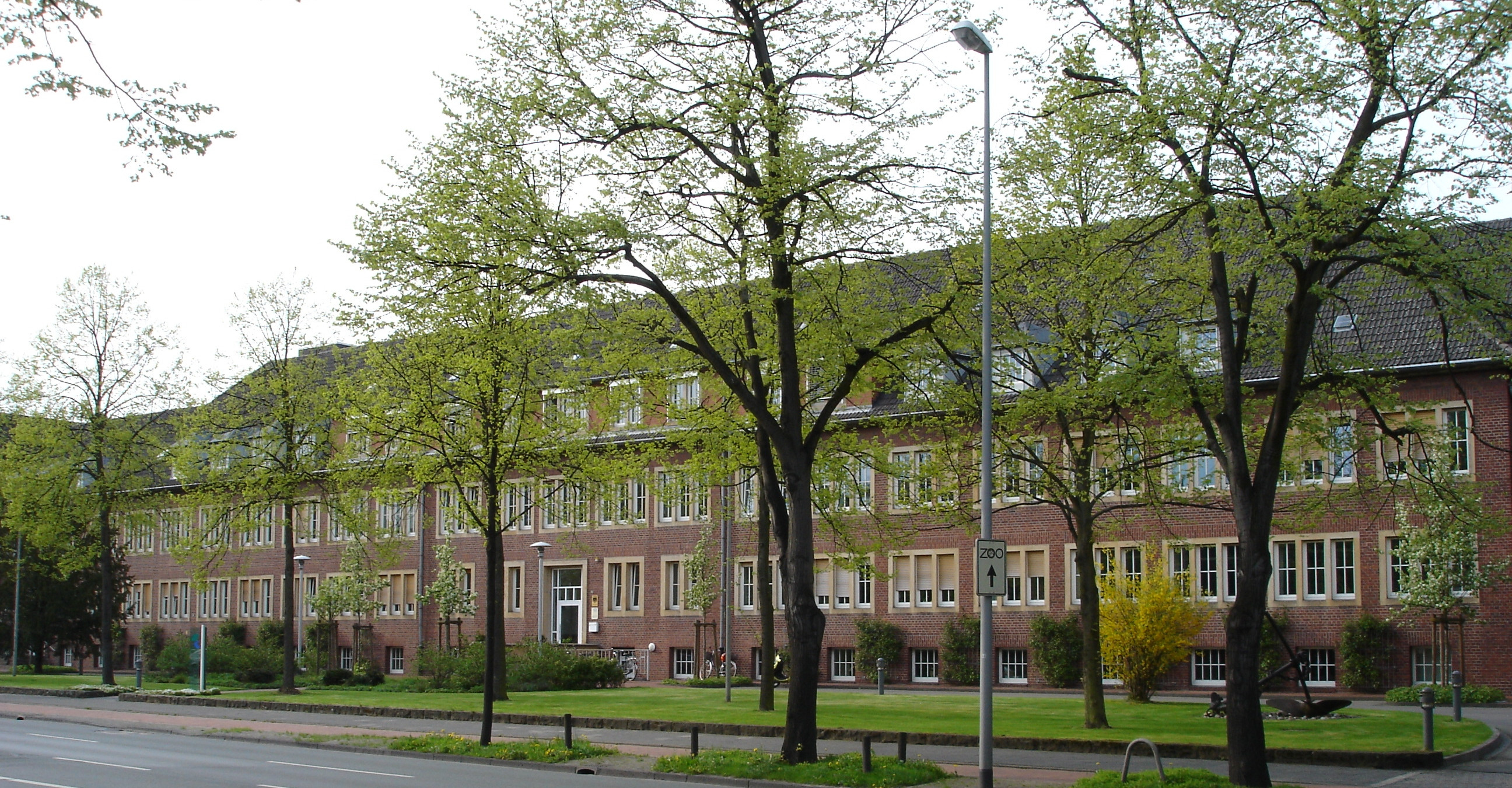
Die Hauptverwaltung der Wasser- und Schifffahrtsdirektion West.

Die Wasser- und Schifffahrtsdirektion West (WSD West) war eine Bundesmittelbehörde und dem Bundesministerium für Verkehr, Bau und Stadtentwicklung (BMVBS) nachgeordnet. Der Sitz war in Münster.
Am 1. Mai 2013 wurde die Behörde zunächst eine Außenstelle der Generaldirektion Wasserstraßen und Schifffahrt (GDWS) und mit dem Inkrafttreten des WSV-Zuständigkeitsanpassungsgesetzes (BGBl. Teil 1 Nr. 24 Jahrgang 2016, S. 1257ff) am 1. Juni 2016 zum Standort Münster der GDWS.

## Geschichte
Im Zuge der Neuordnung Europas nach dem Wiener Kongress in den Jahren 1814/15 wurden die Anliegerstaaten des Rheins verpflichtet, alles was diesen betrifft in einer gemeinsamen Übereinkunft zu regeln. Dazu gehörte auch Preußen mit der Rheinprovinz. Um entsprechende Übereinkünfte zu erzielen, wurden von den Anliegerstaaten die Zentralkommission für die Rheinschifffahrt gegründet, die sich für die Unterhaltung des Rheins zuständig zeigte und den Regierungspräsidenten in Koblenz, Köln und Düsseldorf unterstand.
Im Jahre 1851 wurde die „Preußische Rheinstrombauverwaltung“ gegründet, deren erster Direktor der Regierungs- und Baurat Eduard Adolph Nobiling (1801–1882) war. Diese Verwaltung war dem Oberpräsidium der Rheinprovinz in Koblenz angegliedert und für sämtliche Regulierungs- und Unterhaltungsmaßnahmen des Rheins innerhalb der gesamten Rheinprovinz zuständig.
Im Jahre 1889 begann die Geschichte der „Wasser- und Schifffahrtsverwaltung“ mit dem Projekt zum Bau des Dortmund-Ems-Kanals. Die zu diesem Zweck ins Leben gerufene „Königliche Kanalkommission“ begann ihre Tätigkeit am 1. Juli 1889. Nach der Fertigstellung des Kanals im Jahre 1898 wurde die Kommission aufgelöst und gleichzeitig zur Verwaltung des Kanals die „Dortmund-Ems-Kanalverwaltung“ mit Sitz beim Oberpräsidenten der preußischen Provinz Westfalen in Münster gegründet. Ihm unterstand ab 1906 auch die in Essen gegründete „Königliche Kanalbaudirektion“, die für den Bau weiterer Kanäle zwischen Rhein und Dortmund-Ems-Kanal verantwortlich war. Sie sollte im Jahre 1924 wieder aufgelöst werden. Die Verwaltung der neu geschaffenen Kanäle ging an die „Dortmund-Ems-Kanalverwaltung“ in Münster.
Nach der Verabschiedung der Weimarer Verfassung im Jahre 1921 gingen die Wasserstraßen in den Besitz des Reichs über. Für den Bau von Wasserstraßen war seitdem die Abteilung Wasserstraßen beim Reichsverkehrsministerium zuständig. Die Verwaltung auf lokaler und mittlerer Ebene verblieb jedoch unter preußischer Kontrolle. Während der Zeit des Nationalsozialismus wurden sie allerdings unter staatliche Kontrolle gestellt und als Wasserstraßendirektion bzw. Wassenstraßenämter geführt.
Nach dem Ende des Zweiten Weltkriegs blieb die Verwaltung der westdeutschen Kanäle auch weiterhin bei der Wasserstraßendirektion in Münster. Für die Rheinstrecke wurde zusätzlich die Wasserstraßendirektion Duisburg gegründet. Den beiden Direktionen oblagen auch gemäß Artikel 89 des 1949 geschaffenen Grundgesetzes ab 1. November 1949 die Verwaltung der westdeutschen Wasserstraßen, nachdem der Bund Eigentümer der Wasserstraßen in Deutschland wurde. Diese Situation sollte bis zum 1. Januar 1976 Bestand haben, als die Schifffahrtsverwaltung neu gegliedert wurde. Die beiden Schifffahrtsdirektionen Münster und Duisburg wurden aufgelöst und durch die neu gegründete Schifffahrtsdirektion West mit Sitz in Münster ersetzt, die die Aufgaben der bisherigen Direktionen übernahm. Zum Ende des Jahres 2005 beschäftigte sie 1.854 Mitarbeiter, davon 185 in der Verwaltung in Münster.
Durch die Reform der Wasser- und Schifffahrtsverwaltung des Bundes verlor die Wasser- und Schifffahrtsdirektion West am 1. Mai 2013 ihre Eigenständigkeit und wurde die Außenstelle West der Generaldirektion Wasserstraßen und Schifffahrt.

## Zuständigkeit
Die Wasser- und Schifffahrtsdirektion West war zuständig für die Gewährleistung der Sicherheit und die Leichtigkeit des Verkehrs auf den Bundeswasserstraßen Rhein von der nordrhein-westfälischen Landesgrenze bis zur niederländischen Grenze, Ruhr mit dem Ruhrschifffahrtskanal von der Schlossbrücke in Mülheim an der Ruhr bis zur Mündung in den Rhein, Dortmund-Ems-Kanal, Datteln-Hamm-Kanal, Wesel-Datteln-Kanal, Rhein-Herne-Kanal, Küstenkanal, Elisabethfehnkanal und dem Schifffahrtsweg Rhein-Kleve.
Die Behörde hatte in diesem Zusammenhang für die Unterhaltung und den Neu- und Ausbau dieser Wasserstraßen zu sorgen. Sie war zuständig für die Gefahrenabwehr, den Betrieb der Schifffahrtsanlagen wie Wehre, Schleusen und Schöpfwerke. Sie hatte die Schifffahrtszeichen auf den Wasserstraßen ihres Zuständigkeitsbereichs zu setzen. Die Wasser- und Schifffahrtsdirektion als Schifffahrtspolizei lenkte und regelte den Verkehr auf den Wasserstraßen, untersuchte dort verkehrende Schiffe auf ihre Sicherheit, erteilte Befähigungsnachweise zum Betreiben von Schiffen und hatte Umweltschäden durch Schiffe zu verhüten.

## Nachgeordnete Behörden
Der Wasser- und Schifffahrtsdirektion West waren folgende Behörden unterstellt:
- Wasser- und Schifffahrtsamt Köln, dann Wasserstraßen- und Schifffahrtsamt Köln,  2020 aufgegangen im Wasserstraßen- und Schifffahrtsamt Rhein.
- Wasser- und Schifffahrtsamt Duisburg-Rhein, dann Wasserstraßen- und Schifffahrtsamt Duisburg-Rhein, 2020 aufgegangen im Wasserstraßen- und Schifffahrtsamt Rhein.
- Wasser- und Schifffahrtsamt Duisburg-Meiderich, dann Wasserstraßen- und Schifffahrtsamt Duisburg-Meiderich, 2020 aufgegangen im Wasserstraßen- und Schifffahrtsamt Westdeutsche Kanäle.
- Wasser- und Schifffahrtsamt Rheine, dann Wasserstraßen- und Schifffahrtsamt Rheine, 2020 aufgegangen im Wasserstraßen- und Schifffahrtsamt Westdeutsche Kanäle.
- Wasser- und Schifffahrtsamt Meppen, dann Wasserstraßen- und Schifffahrtsamt Meppen, 2020 aufgegangen im Wasserstraßen- und Schifffahrtsamt Ems-Nordsee.
- Wasserstraßen-Neubauamt Datteln